# Lê Dung
NSND Lê Thị Dung (Hòn Gai, Quảng Ninh, 5. června 1951 – 29. ledna 2001, Hanoj) byla vietnamská operní zpěvačka. Narodila se ve Vietnamu, ale studovala na Moskevské státní konzervatoři. V roce 1993 byla jmenována národní umělkyní (NSND).